# Scorpion (televisieserie)
Scorpion is een Amerikaanse televisieserie over een fictieve versie van zelfverklaard genie Walter O'Brien en het bedrijf Scorpion, bedacht om het bedrijf Scorpion Computer Services van de echte Walter O'Brien te promoten. In de televisieserie lost O'Brien (gespeeld door Elyes Gabel) samen met zijn geniale vrienden complexe problemen op en redt zo talloze levens. De televisieserie wordt in de Verenigde Staten uitgezonden door CBS. De eerste aflevering werd uitgezonden op 22 september 2014. In Nederland wordt deze televisieserie uitgezonden door Veronica TV, en alle seizoenen worden ook op Netflix aangeboden. Op 12 mei 2018 besloot CBS na vier seizoenen te stoppen met deze televisieserie.

## Verhaal
Walter O'Brien en zijn vrienden worden gerekruteerd door federaal agent Cabe Gallo (Robert Patrick) van United States Department of Homeland Security, om zo samen het team Scorpion te vormen en samen wereldwijde problemen op te lossen en zo mensen te redden. Het team bestaat uit Walter O'Brien en zijn vrienden Sylvester Dodd, Happy Quinn en Toby Curtis. Zij krijgen hulp van de voormalige serveerster Paige Dineen, zij helpt het team met het contact tussen hen en de buitenwereld. In ruil hiervoor helpt het team haar met het opvoeden van haar zoon Ralph, die ook een genie blijkt te zijn.

## Rolverdeling

### Hoofdrolspelers
- Walter O'Brien – Elyes Gabel: Een van de meest intelligente mensen van de wereld met een IQ van 197. Toen Walter nog een tiener was hackte hij de computers van NASA om zo blauwdrukken te bemachtigen om hiermee zijn slaapkamer te behangen. Agent Gallo pakte hem toen op en zag al meteen dat Walter een genie was en dat hij hem goed kon gebruiken. Zij werkten voor een aantal jaren samen om dan uit elkaar te gaan, dit omdat agent Gallo zonder zijn medeweten software van Walter had gebruikt om 2000 onschuldige burgers te doden in een bombardement in Irak. Walter was beloofd dat zijn software gebruikt zou worden voor humane doeleinden. Nu is Walter agent Gallo weer tegengekomen en hij merkt dat agent Gallo zijn leven heeft verbeterd en gaat in op zijn voorstel om samen te gaan werken en zo de misdaad te bestrijden.
- Sylvester Dodd – Ari Stidham: Een rekenwonder en statisticus, zijn andere kant is dat hij overgevoelig is en een obsessieve-compulsieve stoornis heeft. Sylvester is een schaakgrootmeester en heeft grote angst voor varen en vliegen. Later in het eerste seizoen krijgen hij en de zus van Walter, Megan die lijdt aan MS, een relatie.
- Happy Quinn – Jadyn Wong: Een werktuigbouwkundige die alles kan maken, en is de enige vrouwelijke genie in de team. Zij heeft gevoelens voor Tobias Curtis, maar wil hier niet aan toegeven omdat zij bang is dat dit de vriendschap tussen hen kan kosten. Zij werd als baby geadopteerd omdat haar moeder stierf tijdens de bevalling en haar vader kon haar opvoeding niet aan. Hierdoor heeft Happy moeite om zich te binden aan mensen en stoot iedereen af. In het eerste seizoen speurt zij haar biologische vader op en bouwt met hem weer een relatie op.
- Tobias M. 'Toby' Curtis MD – Eddie Kaye Thomas: Een geniale gedragstherapeut die makkelijk mensen kan lezen. Zijn mindere kant is dat hij een gokprobleem heeft wat hem, en de groep, regelmatig in problemen brengt. Hij heeft gevoelens voor Happy maar twijfelt of dit wederzijds is.
- Federaal agent Cabe Gallo – Robert Patrick: Een agent van United States Department of Homeland Security die Walter, in zijn tienerjaren, arresteerde in Ierland na het hacken van de NASA computers en besefte dat hij de geniale kwaliteiten van Walter goed kon gebruiken. Na de arrestatie werkte zij een tijd samen om zo de misdaad te bestrijden. Later gebruikte Cabe een software programma van Walter om bombardementen uit te voeren in Irak, aan Walter verzekerde hij echter dat het softwareprogramma gebruikt zou worden voor humane doeleinden. Dit zorgde ervoor dat Walter de samenwerking beëindigde tussen hem en agent Cabe. In de eerste aflevering vraagt agent Cabe de hulp in van Walter en zijn vrienden om een probleem op te lossen in het verkeersregelingssysteem. Na het succesvolle optreden van het team en agent Cabe vraagt hij het team om de samenwerking voort te zetten, met het geniale team en het technologische materiaal van de overheid hebben zij goud in handen.
- Paige Dineen – Katharine McPhee: Een ongehuwde moeder van de negenjarige jongen Ralph. In de eerste aflevering ontmoet zij Walter met zijn vrienden terwijl zij werkt als serveerster. Zij werkt samen met het team om hen te helpen te communiceren met de buitenwereld, tevens hoort zij van Walter dat haar zoon Ralph niet geestelijk beperkt is maar een genie is. Door het team te helpen krijgt zij steun van hen met het opvoeden van haar geniale zoon. Tijdens het eerste seizoen krijgt zij gevoelens voor Walter, maar is bang dat dit niets kan worden omdat Walter geen emoties kan tonen. Ook helpt het niet dat de biologische vader van Ralph weer contact opzoekt, en weer een relatie wil met Paige.
- Ralph Dineen – Riley B. Smith: De negenjarige zoon van Paige en volgens Paige een geestelijk gestoord en stil kind, al snel hoort zij van Walter dat dit niet klopt en dat Ralph een genie is.

### Terugkerende rollen
- Megan O'Brien – Camille Guaty (seizoen 1 - 2): Zus van Walter die lijdt aan MS. Walter probeert al zijn hele leven een genezing te vinden voor haar, als dank voor haar zorg voor hem. Tijdens het eerste seizoen krijgt zij gevoelens voor Sylvester. Wanneer ze een relatie krijgen is Megan bang voor de reactie van haar broer Walter.
- Drew Baker – Brendan Hines (seizoen 1): De vader van Ralph, die werkt als honkbalspeler en die driftig op zoek is naar een nieuwe werkgever. Hij wil graag dat Paige en Ralph mee verhuizen naar zijn nieuwe werkplek.
- Richard Elia – Andy Buckley (seizoen 1 - ): Multimiljonair en eigenaar van een groot bedrijf die graag Walter wil opnemen in zijn bedrijf.
- Paul Merrick – David Fabrizio (seizoen 1): Directeur van het United States Department of Homeland Security (DHS).
- Patrick Quinn - Jamie McShane (seizoen 1 - ): Vader van Happy.
- Mark Collins - Joshua Leonard (seizoen 1 - ): Voormalig teamlid van Scorpion die bij het team ook uit de gratie is geraakt.
- Adriana Molina - Alana de la Garza (seizoen 2): Directeur van het DHS en opvolger van Merrick. Na een confrontatie met agent Gallo raakt zij uit de gratie bij het team.
- Katherine Cooper - Peri Gilpin (seizoen 2): Opvolger van Adriana Molina bij het DHS.
- Ray Spiewack - Kevin Weisman (seizoen 2): Vriend van Walter, die hem ontmoet tijdens het uitvoeren van zijn taakstraf.
- Tim Armstrong - Scott Porter (seizoen 2 - 3): Medewerker van het DHS en voormalig Navy SEAL. Tot grote frustratie van Walter krijgt Tim een relatie met Paige.
- Veronica Dineen - Lea Thompson (seizoen 3): Moeder van Paige. Zij hebben een moeilijke relatie met elkaar.
- Allie Jones - Reiko Aylesworth (seizoen 3 - ): campagneleidster van de tegenstander van Sylvester in zijn strijd voor wethouder, later krijgt zij ook een relatie met Gabe.
- Patricia "Patty" Logan - Nikki Castillo (seizoen 3 - ): High school studente en campagneleidster voor Sylvester in zijn strijd voor wethouder.
- Florence "Flo" Tipton - Tina Majorino (seizoen 4): Een chemicus die werkt naast de garage van het team van Scorpion. Na een vijandig begin raakt zij steeds meer bevriend met het team.

## Afleveringen
| Seizoen | datum eerste aflevering | datum eerste aflevering | datum laatste aflevering | datum laatste aflevering | aantal afleveringen | beschikbaar op Netflix                        |
| ------- | ----------------------- | ----------------------- | ------------------------ | ------------------------ | ------------------- | --------------------------------------------- |
| 1       | 22 september 2014       | 2015                    | 20 april 2015            | 28 juni 2015             | 25                  | Nee (gecontroleerd op 02-03-2024 - Nederland) |
| 2       | 21 september 2015       | 2016                    | 25 april 2016            | 2016                     | 25                  | Nee (gecontroleerd op 02-03-2024 - Nederland) |
| 3       | 3 oktober 2016          | 2017                    | 15 mei 2017              | 2017                     | 25                  | Nee (gecontroleerd op 02-03-2024 - Nederland) |
| 4       | 25 september 2017       | 10 juni 2018            | 16 april 2018            |                          | 22                  | Nee (gecontroleerd op 02-03-2024 - Nederland) |